# Gershon Shafat
Gershon Shafat (en hebreo: גרשון שפט‎; Viena, Austria, 6 de diciembre de 1927- 16 de agosto de 2020) fue un político israelí que se desempeñó como miembro de la Knesset por Tehiya a mediados de la década de 1980 y principios de la década de 1990. 

## Biografía
Nacido como Gershon Staub en Viena, Austria en 1927. Shafat emigró al Mandato británico de Palestina en 1934. Fue educado en la escuela secundaria Moria en Tel Aviv y pasó dos años estudiando historia y sociología en la universidad. 
Se convirtió en miembro del movimiento juvenil Bnei Akiva y luego se unió al Mafdal. En 1946 fue uno de los fundadores del kibbutz Ein Tzurim. Después de que el ejército jordano conquistó el kibutz, fue prisionero de guerra durante diez meses. Cuando fue liberado, era miembro del grupo que restableció Ein Tzurim en una nueva ubicación. 
Desde 1956 hasta 1958 trabajó como director de la Organización de Compras y como coordinador del comité político del Movimiento de Kibbutz Religiosos. Entre 1961 y 1977 dirigió una fábrica de Tadmor. 
En 1974 se convirtió en miembro de la secretaría del movimiento de Asentamiento israelí Gush Emunim y ocupó el cargo de secretario político entre 1976 y 1979. Se unió al nuevo partido Tehiya en 1979 y se desempeñó como secretario general hasta 1985. Ubicado en quinto lugar en la lista del partido,  fue elegido miembro de la Knesset en 1984, cuando Tehiya ganó cinco escaños. Aunque perdió su escaño en las Elecciones parlamentarias de Israel de 1988, regresó a la Knesset el 31 de enero de 1990 como reemplazo de Yuval Ne'eman, que había renunciado a su escaño. Shafat volvió a perder su escaño en las Elecciones parlamentarias de Israel de 1992, en las que Tehiya no logró cruzar el umbral electoral. 
Murió en agosto de 2020 a los 92 años.